# Duschgel

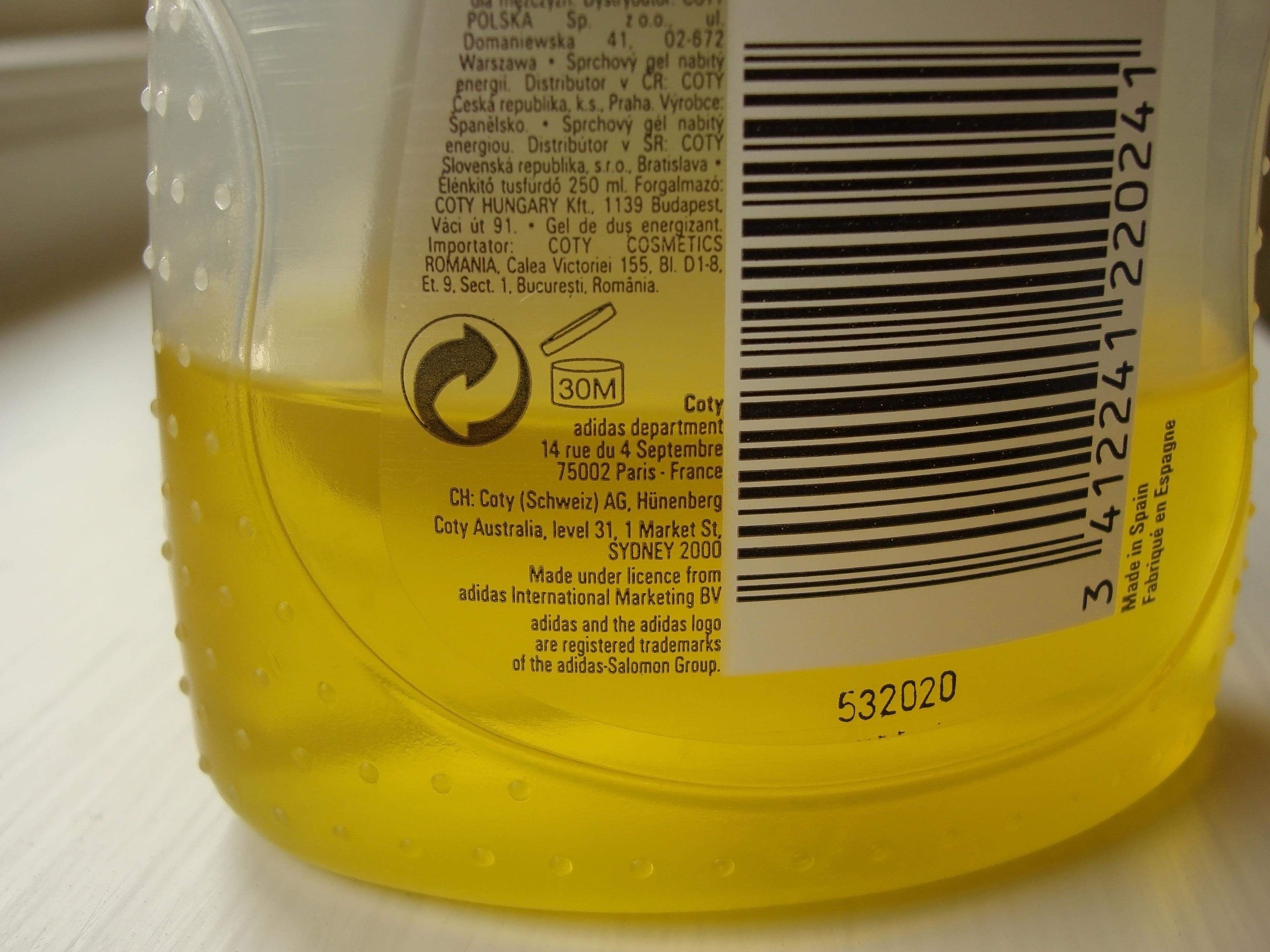
Plastikflasche mit Duschgel

Duschgel oder Duschbad sind die gebräuchlichen Bezeichnungen für flüssige, tensidhaltige Produkte, die zur Reinigung des Körpers beim Duschen verwendet werden. Häufig weisen Duschgele eine hohe Viskosität bzw. eine gelartige Struktur auf. Aus technischer Sicht gehören die Duschgele neben den Duschemulsionen, Duschdispersionen, Duschpeelings und Duschölen zur Produktkategorie der Duschbäder.

## Geschichte
Das kontinuierliche Marktwachstum der Duschprodukte in den 1960er bis 1990er Jahren beruhte auf dem Einzug von permanent verfügbarem Warmwasser und modernen Duscheinrichtungen in die Bäder. Duschbäder erfüllen das Bedürfnis nach schneller und inzwischen häufig auch täglicher Ganzkörperreinigung. Heute haben Duschgele klassische Seifen und Badeprodukte stark zurückgedrängt bzw. ersetzt. Das zeitaufwendige Baden findet heute eher selten statt und dient mehr der Entspannung als der Reinigung.
Flüssigseifen sind in ihrer Zusammensetzung den Duschgelen sehr ähnlich. Sie ersetzen zunehmend die klassische Seife bei der Handwäsche.
Das erste Duschgel soll in Deutschland 1973 auf den Markt gekommen sein.

## Eigenschaften
Moderne Duschgele weisen neben der milden Hautreinigung gute Hautverträglichkeit, ausgewogenes Schaumvermögen und einen angenehmen Duft auf. Die Produkte werden in einer enormen Vielfalt angeboten. Farben und Düfte dominieren bei den Standardprodukten das Geschehen. Im medizinisch orientierten Segment stellen hautfreundlicher pH-Wert, milde Tenside und Rückfettung wichtige Argumente dar. Produkte mit kosmetischer Ausrichtung betonen Feuchthaltung, spezielle Wirkstoffe und ausgewählte Parfümierungen.

## Zusammensetzung
Neben Wasser enthalten Duschgele zahlreiche Stoffe mit verschiedenen Funktionen: Tenside dienen der Hautreinigung und sorgen für den Schaum. Verdickungsmittel bzw. Gel bildende Stoffe geben dem Produkt die gewünschte Konsistenz und erhöhen die Produktstabilität. Mit Konditioniermitteln wird das Hautgefühl eingestellt. Feuchtigkeitsspender schützen vor Austrocknung der Haut und Rückfettungsmittel kompensieren ausgewaschene Lipide. Farbstoffe, Perlglanzmittel und Trübungsmittel sorgen für ansprechende Optik und Parfüm für ein entsprechendes Dufterlebnis. Säuren dienen der Einstellung des pH-Wertes und Konservierungsmittel, Antioxidantien sowie Komplexierungsmittel gewährleisten den Produktschutz (Haltbarkeit).
Die Zusammensetzung der Produkte ist in der Liste der Inhaltsstoffe (INCI-Liste) auf der Verpackung angegeben.

## Vor- und Nachteile
Duschbad hat die Seife als Körperreinigungsmittel vor allem aus Gründen der Bequemlichkeit weitgehend verdrängt. Seife liegt weniger gut in der Hand, schäumt vor allem bei hartem Wasser schlechter und kann auf der Badewanne etc. hartnäckige Kalkseifenrückstände hinterlassen. Zudem versprechen die synthetischen Tenside eine bessere Hautverträglichkeit. Seife hingegen reagiert alkalisch und kann daher bei Schleimhäuten Reizungen verursachen. Außerdem greift sie dadurch den natürlichen Säureschutzmantel der Haut an, der sich bei gesunder Haut aber nach etwa einer Stunde wieder von selbst regeneriert. Für das Händewaschen ist feste Seife neben der Flüssigseife nach wie vor verbreitet, lediglich für Personen mit Hauptproblemen wird das ausweichen auf Syndets empfohlen, die wie Duschbad und Flüssigseifen synthetische Tenside enthalten. Grundsätzlich ist feste Seife ein besonders nachhaltiges Reinigungsmittel, da sie mit wenig Verpackungsmüll und geringem Wasserbedarf bei der Herstellung auskommt.
Gegenüber einem Wannenbad spart Duschen Zeit und Energie.
Laut dem Bundesinstitut für Risikobewertung (BfR) können Wasch- und Reinigungsmittel Stoffe enthalten, die die Gesundheit der Verbraucher gefährden. Duft- oder Konservierungsstoffe können etwa allergische Reaktionen auslösen. "Oft reagiert die Haut auf den Wirkstoffmix mit Rötungen, Ausschlägen, Juckreiz und Ekzemen.", meint die Dermatologin Dr. Uta Schlossberger. Allgemein wirken sich Duschgele negativ auf den Säureschutzmantel der Haut aus. Dermatologen empfehlen deswegen sich nur alle zwei bis drei Tage zu Reinigen, wenn man nur wenig schwitzt und nicht mit Schmutz in Kontakt kommt.
Am 5. Mai 2005 trat das neue Wasch- und Reinigungsmittelgesetz inkraft. Seitdem müssen die Hersteller die Rezepturen an das BfR melden. Auch im Hinblick auf die biologische Abbaubarkeit müssen Duschgele die Kriterien des Wasch- und Reinigungsmittelgesetz erfüllen. Jedoch waren lediglich ein Viertel der in Kosmetik- und Reinigungsartikeln vorhandenen Duftstoffe leicht biologisch abbaubar, laut einer Untersuchung des Chemikers Richard Bolek.
Der flüssige Duftstoff Lilial, der sich in vielen Kosmetikprodukten findet (seit 2022 nicht mehr zugelassen), wandelt sich im Abwasser in Lilialsäure um. Die Auswirkung auf eine chronische Exposition mit diesem Schadstoff ist noch nicht geklärt. Chemikalienhersteller müssen mögliche Folgen ihrer Produkte auf die Umwelt zwar abschätzen – allerdings nur bei Substanzen die in erheblichen Mengen hergestellt werden. Duftstoffe sind aber bereits in sehr geringer Konzentration stark wirksam. Ihre Jahresproduktion liegt vermutlich in den meisten Fällen unter den Grenzwerten der europäischen Chemikalienverordnung.